# Saillans, Gironde
Saillans là một xã trong tỉnh Gironde, thuộc vùng Nouvelle-Aquitaine của nước Pháp, có dân số là 362 người (thời điểm 1999). xã nằm trong vùng đô thị của thành phố Libourne. Saillans là một nơi trồng nho trong vùng trồng nho Fronsac.

## Nhân khẩu học
| 1962 | 1968 | 1975 | 1982 | 1990 | 1999 |
| ---- | ---- | ---- | ---- | ---- | ---- |
| 370  | 390  | 348  | 422  | 407  | 362  |